# Egyek
Egyek ist eine Großgemeinde im Kleingebiet Balmazújváros im Osten von Ungarn. Der Ort ist an die Bahnstrecke Debrecen–Füzesabony angeschlossen.

## Geografie
Egyek grenzt an das Komitat Borsod-Abaúj-Zemplén sowie an das Komitat Jász-Nagykun-Szolnok und an folgende Gemeinden:
|                 | Tiszadorogma (BZ)                           |            |
| Tiszafüred (JN) | Kompassrose, die auf Nachbargemeinden zeigt | Tiszacsege |
|                 |                                             | Hortobágy  |

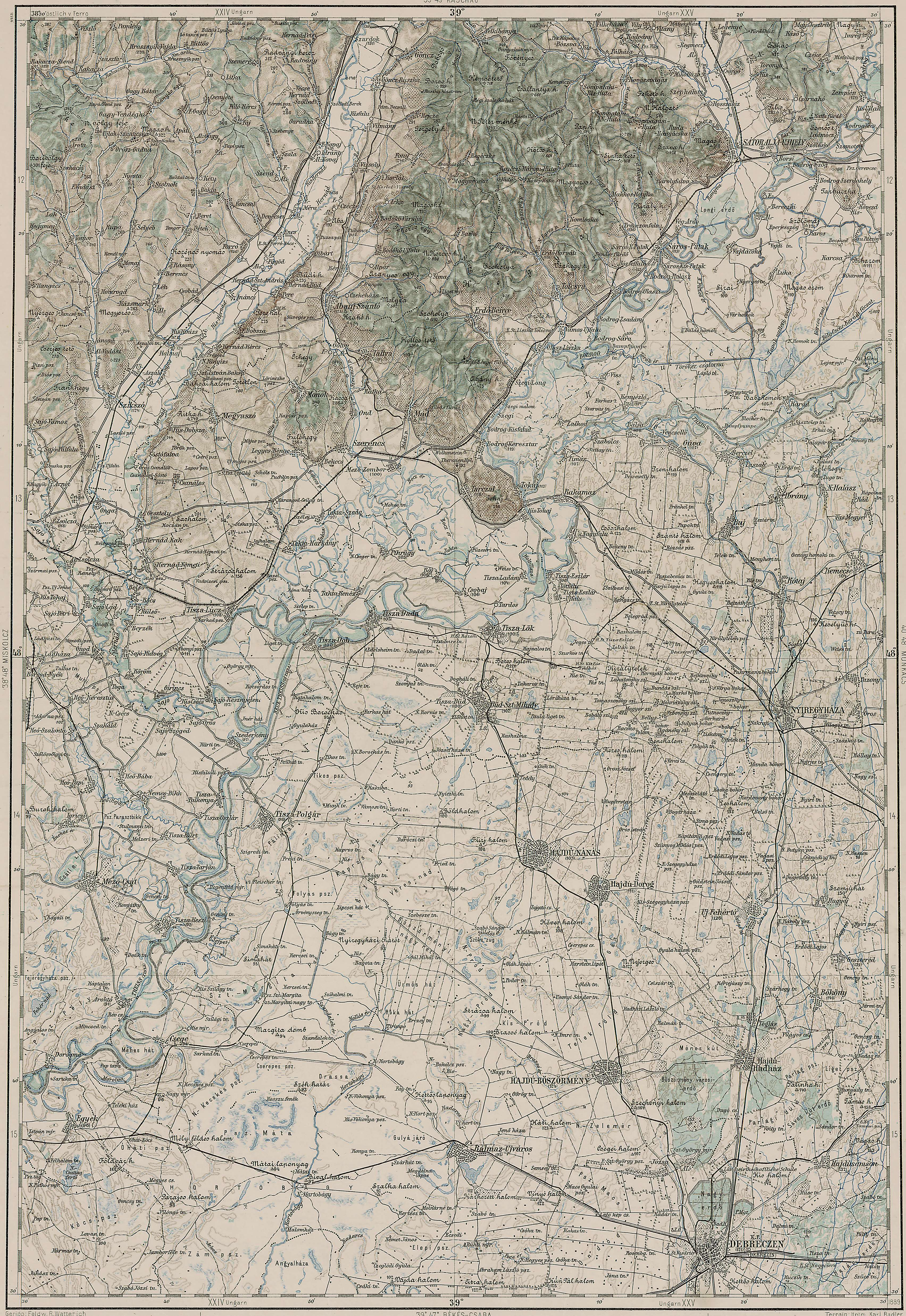
Egyek (N 47° 38'; O 38° 33') um 1892 (Aufnahmeblatt der Franzisco-Josephinischen Landesaufnahme)

## Partnerschaften
Radzyń Podlaski in Polen